# Roskilde Festival 2003
Roskilde Festivalen blev i 2003 afholdt fra den 22. juni til den 29. juni. 

## Navneforandring af Scenerne
Fire af scenerne blev i 2003 omdøbt fra de gamle navne, Hvid, Blå, Grøn og Gul Scene, da scenernes fysiske farver ikke længere svarede dertil. De blev omdøbt til Metropol, Arena, Odeon og Pavilion. Kun den orange Canopyscene, kendt som Orange Scene, og Ballroom bibeholdt deres navne.

## Musikgrupper
- 10 TURNTABLES NIGHTMARE feat. Alexkid, David Duriez, Jori Hulkkonen, Llorca, Toumas Salmela (F/E/FIN)
- Afel Bocoum (MALI)
- Artificial Funk (DK)
- Asian Dub Foundation (UK)
- Baby Woodrose (DK)
- Beth Gibbons & Rustin Man (UK)
- Björk (ISL)
- The Black Heart Procession (US)
- The Blue Van (DK)
- Blur (UK)
- Bonnie 'Prince' Billy (US)
- Brendan Benson (US)
- The Cardigans (S)
- Carlinhos Brown (BRA)
- Cato Salsa Experience (N)
- Chicane (UK)
- Chicks on Speed (D)
- Christian Kjellvander (S)
- Coldplay (UK)
- Console (D)
- Daniel Bedingfield (UK)
- Daniel Johnston (US)
- The Datsuns (NZ)
- Dave Gahan (UK)
- David Holmes presents the Free Association (IRL/UK/US)
- De La Soul (US)
- DeathDisco (UK)
- Def Jux feat. El-P, RJD2, Aesop Rock (US)
- The Delgados (UK)
- Dirty Vegas (UK)
- DJ Dolores & Orchestra Santa Massa (BRA)
- DJ Jesper PG & Nicka (DK)
- DJ Mescal (URU)
- DJ Sander Kleinenberg (NL)
- DJ Tom Middleton (Cosmos) (UK)
- The Doves (UK)
- Dzihan & Kamien (A)
- Eddie Palmieri La Perfecta 3 (US/PUER)
- 80s Matchbox B-Line Disaster (UK)
- Electric Eel Shock (JAP)
- Electric Six (US)
- DJ Erol Alkan (UK)
- FC Kahuna (UK)
- Fifty Foot Combo (BE)
- Figurines (DK)
- Filur (DK)
- Fjernsyn Fjernsyn (DK)
- Frederic Galliano & African Divas (FRA/Mali)
- Frost (N)
- Fu Manchu (US)
- Gentlemen & The Far East Band (D)
- Gogol Bordello (US/UA/ISR)
- Gåte (N)
- Hawksley Workman (CAN)
- The Hellacopters (S)
- Hernan Cattaneo (ARG)
- HOBBY INDUSTRIES feat. Orchard, Acustic, Manual, Opiate (DK)
- Ikscheltaschel (DK)
- Immortal (N)
- Interpol (US)
- Iron Maiden (UK)
- Jaguar Wright (US)
- Jony Iliev & Band (BUL)
- Junior Kelly (JAM)
- Junkie XL (NL)
- Kaizers Orchestra (N)
- Karamelo Santo (ARG)
- Karsh Kale (US)
- Kashmir (DK)
- Katrine Ring-Vibezone (DK)
- The Kills (UK/US)
- Kimmo Pohjonen Kluster (SF)
- Kitty Wu with special guest: Rob Ellis (DK)
- Lars H.U.G (DK)
- Lemon Jelly (UK)
- Limf (DK)
- Lise Westzynthius (DK)
- Little Axe (US)
- Little Brother (US)
- Los Lobos (US)
- Love Julie (DK)
- Maâllem Mokthar Gania (MAR)
- Maâllem Mokthar Gania feat. Bill Laswell (MAR/US)
- The Magic Bullet Theory (DK)
- Magnified Eye (DK)
- Malk de Koijn (DK)
- Marcus Intalex & DJ Lee (UK)
- Massacre (US)
- Massive Attack (UK)
- Material feat. Bill Laswell & Gigi (INT)
- The Melvins (US)
- Metallica (US)
- Metro Area (US)
- Mew (DK)
- Mikael Simpson (DK)
- Moder Jords Massiva (S)
- Moi Caprice (DK)
- Moneybrother (S)
- Murderdolls (US)
- The Mutants (SF)
- NORDIC feat. Suspekt, Equicez, Organism 12, Madcon, Advance Patrol (SCAN)
- NORDIC feat. Denmarks Finest, Static and Nat III, Son of Light, Loose Cannons (SCAN)
- Ojos de Brujo (E)
- Outlandish (DK)
- The Polyphonic Spree (US)
- The Psyke Project (DK)
- Queens of the stone age (US)
- Racing Ape (DK)
- Radio 4 (US)
- Radioaxiom feat. Jah Wobble & Bill Laswell (UK/US)
- Raging Speedhorn (UK)
- The Raveonettes (DK)
- Revlon 9 (S)
- Sack Trick (UK)
- Saïan Supa Crew (F)
- Salif Keita (MALI)
- Salvatore (N)
- Satirnine (S)
- Sgt. Petter (N)
- Sigur Rós with Amiina (ISL)
- Silver Rocket (DK)
- Skank (BRA)
- Ske (ISL)
- Slovo (UK)
- Softporn (DK)
- The Sounds (S)
- Stone Sour (US)
- The Streets (UK)
- The String Cheese Incident (US)
- Super Rail Band (MALI)
- The Thrills (IRL)
- Tiger Tunes (DK)
- Tomahawk (US)
- Tony Allen (NIG/F/UK)
- Turbonegro (N)
- UNDERWATER NIGHT feat. Tim Deluxe, Gus Gus DJs and Darren Emerson (UK/ISL)
- Urlaub in Polen (D)
- Utah (DK)
- Velour (DK)
- The WIRE feat. Squarepusher, Mikeladd, Suicide, Fushitsusha, I-Sound
- Xploding Plastix (N)
- Xzibit (US)
- Yo La Tengo (US)
- Youngblood Brass Band (US)
- The Youngsters (F)